# Río Pinturas
Le río Pinturas est une rivière argentine de la province de Santa Cruz en Patagonie. Elle est l'affluent le plus important du fleuve río Deseado.

## Géographie
Né dans les Andes au sein du petit massif du Monte Zeballos (2 743 mètres d'altitude), situé au sud du lac Buenos Aires, il coule d'abord vers l'est sous le nom de río Ecker pendant une centaine de kilomètres, puis il tourne brusquement vers le nord en direction du río Deseado en empruntant un superbe canyon appelé valle del Río Pinturas où se situe la célèbre Cueva de las Manos, laquelle fait aujourd'hui partie du patrimoine mondial de l'UNESCO. 

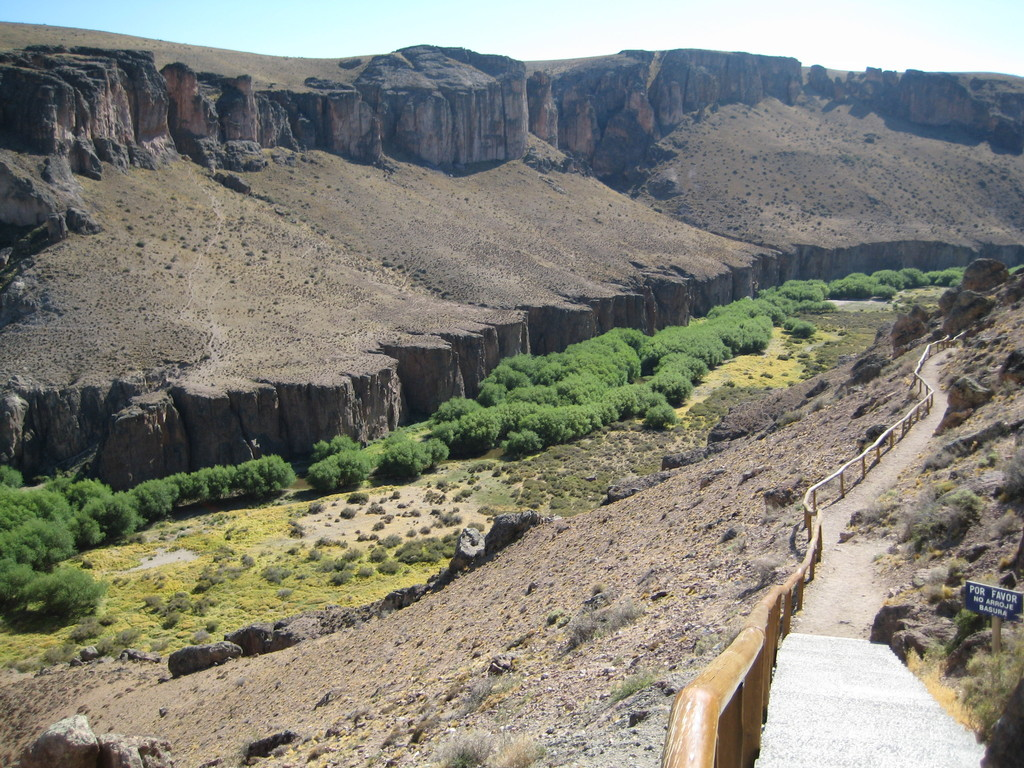
Cañon du Río Pinturas près de la Cueva de las Manos.